# Héctor De Bourgoing
Héctor De Bourgoing (23 de juliol de 1934 - 24 de gener de 1993) fou un futbolista franco-argentí.

## Selecció de França
Va formar part de l'equip francès a la Copa del Món de 1966. Prèviament havia estat internacional amb l'Argentina.

## Palmarès
River Plate
- Lliga argentina de futbol: 1957